# Jakob Andreae
Jakob Andreae (Waiblingen, 25 marzo 1528 – Tubinga, 7 gennaio 1590) è stato un teologo tedesco. Chiamato "il secondo Lutero", redasse la Formola sveva di Concordia (Schwabische Konkordie, 1577).

## Biografia
Jacob Andreae nacque a Waiblingen, all'epoca nel ducato di Württemberg. Studiò presso l'Università di Tubinga nel 1541, dove nel 1562 diventò docente di teologia.
Nel 1573 intraprese una corrispondenza con il patriarca di Costantinopoli Geremia II Tranos per stabilire una relazione tra la Chiesa ortodossa e quella luterana.
Fu firmatario nel 1577 della Formola di Concordia ed editore con Martin Chemnitz del Liber Concordiae del 1580.